# Agnieszka Bem
Agnieszka Iga Bem z domu Pietrzak (ur. 1973 lub 1974) – polska ekonomistka, doktor habilitowany nauk społecznych.

## Życiorys
Studiowała w Akademii Ekonomicznej we Wrocławiu. W 2002 obroniła pracę doktorską pt. System finansowania usług zdrowotnych, której promotorem był prof. Bogumił Bernaś i podjęła pracę na macierzystej uczelni, w 2008 przemianowanej na Uniwersytet Ekonomiczny we Wrocławiu. W 2020 habilitowała się na podstawie pracy zatytułowanej Analiza i ocena wybranych obszarów funkcjonowania systemu finansowania ochrony zdrowia w Polsce.
Bez powodzenia kandydowała w 2014 do sejmiku dolnośląskiego z ramienia komitetu SLD Lewica Razem, w 2023 do Sejmu z listy Nowej Lewicy i w 2024 do rady Legnicy z ramienia komitetu Tadeusza Krzakowskiego. Członkini NL i Dolnośląskiej Rady Kobiet.
Zamężna od 2007, zamieszkała w Legnicy.